# Gaswolkenexplosion
Eine Gaswolkenexplosion (VCE) entsteht bei Durchzünden einer freigesetzten, größeren Gasmenge, in der Regel bei Verdämmungs-Effekten aufgrund von Hindernissen im Verbrennungspfad.
Wird eine Gaswolke, entstanden aufgrund von
- Verdampfung eines brennbaren verflüssigten Gases nach einem Leck
- Verdampfung einer über den atmosphärischen Siedepunkt hinaus erhitzten brennbaren Flüssigkeit nach einem Leck
- Freisetzung eines brennbaren Gases nach einem Leck
- Lachenbildung nach Ausschütten einer flüchtigen, brennbaren Flüssigkeit,

durch eine Zündquelle
gezündet, so kommt es in der Regel zu einem sogenannten Flash-Fire, bei dem zwar die Wolke sehr schnell verbrennt, aber nicht schnell genug, um eine gefährliche
Druckwelle zu erzeugen.
In Verbindung mit dem Begriff Explosion wird die rasche Verbrennung einer brennbaren Wolke als Deflagration bezeichnet.